# Martin Kröger (Historiker)
Martin Kröger (* 1960) ist ein deutscher Historiker. Er ist Leiter des Politischen Archiv des Auswärtigen Amts und Herausgeber der Zeitschrift Geschichte in Köln (GiK) sowie des Biographischen Handbuches des Auswärtigen Dienstes.

## Leben
Kröger studierte Geschichte, Germanistik und Politik an der Universität zu Köln. 1989 wurde er zum Dr. phil. promoviert. Seit 1984 ist er Mitherausgeber der Zeitschrift Geschichte in Köln.
Seit 1991 ist Kröger im Auswärtigen Amt tätig, zuerst in Bonn als Mitglied der Internationalen Historikerkommission zur Herausgabe der Akten zur deutschen auswärtigen Politik 1918–1945, heute in Berlin als Referent im Politischen Archiv des Auswärtigen Amts. In dieser Eigenschaft war er Herausgeber des von 2000 bis 2014 in fünf Bänden vom Politischen Archiv veröffentlichten Biographischen Handbuchs des Auswärtigen Dienstes des Deutschen Reiches von 1871 bis 1945.

## Veröffentlichungen (Auswahl)

### Bücher
- „Le bâton égyptien“. Der ägyptische Knüppel. Die Rolle der „ägyptischen Frage“ in der deutschen Außenpolitik von 1875/6 bis zur „Entente Cordiale“ (= Europäische Hochschulschriften III, Band 470). Dissertation. Lang, Frankfurt am Main 1991, ISBN 3-631-43596-7.
- mit Roland Thimme: Die Geschichtsbilder des Historikers Karl Dietrich Erdmann. Vom Dritten Reich zur Bundesrepublik. Oldenbourg Wissenschaftsverlag, München 1996, ISBN 3-486-56154-5.

### Zeitschriftenbeiträge
- mit Roland Thimme: Das Politische Archiv des Auswärtigen Amts im Zweiten Weltkrieg. Sicherung, Flucht, Verlust, Rückführung. In: Vierteljahrshefte für Zeitgeschichte. 47. Jg. (1999), S. 243–264.
- Zur Gründung des Politischen Archivs des Auswärtigen Amts nach dem Ersten Weltkrieg. In: Zeitschrift für Geschichtswissenschaft. 56. Jg. (2008), S. 1024–1034.